# ピラ砂丘
座標: 北緯44度35分24秒 西経1度12分42秒 / 北緯44.59000度 西経1.21167度

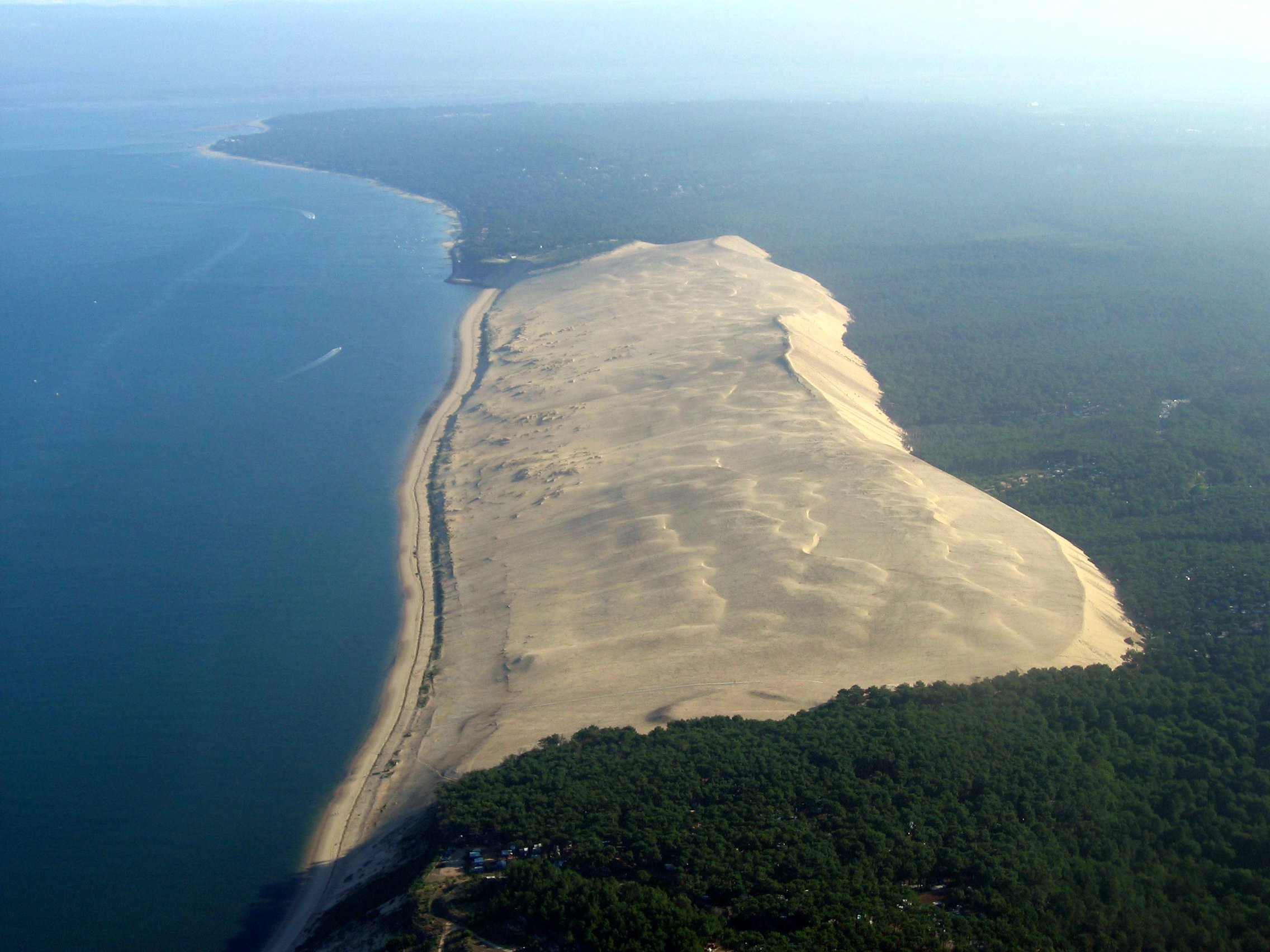
ピラ砂丘

ピラ砂丘（ピラさきゅう、仏: La Dune du Pilat）は、フランスのジロンド県にある砂丘。
アルカションの中心部から南に9kmに位置し、アルカション湾（Bassin d'Arcachon）を一望できる。南北に約3000m、東西に約500m、標高100mを超える欧州最大の砂丘である。
有名な観光地であり、砂丘の東端と海岸道の間にはキャンプ場や食事、買い物などができる施設が設置されている。